# Колосов, Олег Александрович
Олег Александрович Колосов (23 марта 1939, Сталинград) — советский футболист, нападающий, полузащитник. мастер спорта СССР.
В начале карьеры выступал за команды класса «Б» «Торпедо» / «Трактор» Сталинград (1957—1959), «Локомотив» Сталино (1 круг 1960). В 1960—1963 годах играл в классе «А» в составе «Шахтёра» Сталино / Донецк, в 68 играх забил пять мячей. Завершил карьеру в командах второй группы класса «А» «Энергия» Волжский (1965) и «Локомотив» Донецк (1966).
Обладатель Кубка СССР 1961 и 1962. Финалист 1963.